# Джонсон, Келли
Бернадетт Джин «Келли» Джонсон (20 июня 1958 — 15 июля 2007) — британская гитаристка, ставшая широко известной в начале 1980-х по выступлениям в хеви-метал группе «Girlschool».

## Биография
Джонсон начала играть на фортепьяно под руководством своего отца когда ей было пять лет, и переключилась на гитару в двенадцать. Она посещала Школу Edmonton County School в лондонском районе Эдмонтон, где она стала играть на бас-гитаре и фортепьяно в школьных группах. После её первого знакомства с Ким Маколифф и Энид Вилльямс в апреле 1978 года, она была немедленно принята в ряды новой группы Girlschool, сформированной на базе группы Painted Lady.
Джонсон была в группе автором текстов, играла на лид-гитаре и исполняла лид- и бэк-вокал на первых четырёх альбомах группы. Она являлась также и мощным визуальным фокусом группы, благодаря её высокому росту и светлым волосам, не считая превосходного музыкального вклада игрой на гитаре. Выдающийся рок-гитарист Джефф Бек сказал, что он не мог себе и представить, что девушка так может играть на гитаре (этот комментарий радио-диджей Джон Пил позже назовет самым женоненавистническим из всех, которые он когда-либо слышал). Лемми, лидер Motörhead, сказал что Джонсон будучи в форме, действительно, играла также хорошо как Джефф Бек. Girlschool как группа никогда не занимала феминистских позиций, хотя то, что в жанре хэви-метал, где доминируют музыканты мужского пола, а иногда «мачизм» и женоненавистничество, появилась первая группа, где в составе только женщины, было позицией само по себе.
Джонсон с начала её карьеры проявляла сильную чувствительность к экологическим темам, которые были выражены в некоторых из её песен. Она стала позже защитницей окружающей среды, борцом за права животных, а также вегетарианкой.
В начале 1984 года Джонсон оставила группу. Как Ким Маколифф заявила в 1997 году, «Келли была сыта всем этим по горло (…), тяжёлый рок её больше не интересовал».
Джонсон немедленно уехала из Англии в Лос-Анджелес, чтобы начать новую карьеру и жить с Вики Блю, бывшей басисткой американской группы The Runaways, которая также была её менеджером. В США она сочиняла свою собственную музыку и делала записи, но без успеха. В 1987 году она вошла в рок-группу World’s Cutest Killers, где играла, в частности, прежняя участница Painted Lady Кэти Вэлентайн. Позже группа изменила название на The Renegades и работала в местных клубах, но так и не получила контракта от студий. После двух лет с группой, Келли оставила музыку насовсем, и стала изучать язык жестов и работать с глухими.
Однако жить слишком долго без музыки Келли не смогла, и в 1993 году, почти после десяти лет в США, она возвратилась в Великобританию, чтобы возобновить свою роль ведущей гитаристки Girlschool. Она оставалась с группой до 1999 года, когда у неё был обнаружен рак. Несмотря на это, Джонсон продолжала изредка выступать и инструктировать свою замену Джекки Чэмберс, а также стала собирать материал для биографии группы.
Джонсон умерла в воскресенье 15 июля 2007 года, в возрасте 49 лет, после шестилетней борьбы с опухолью в позвоночнике. Тот факт, что у неё была тяжелая болезнь, не был широко известен вне близкого круга её друзей и семьи.
В речи, посвященной Джонсон, Трейси Лэм сказала:
Меня не потрясает и не удивляет, что так многие из Вас сегодня пришли к Келли, потому что Келли коснулась всех наших сердец своей любовью, дружбой, её удивительной личностью и тем что она вдохновила так многих из нас начать или продолжать играть музыку. Она была истинной рок-звездой, её живость на сцене и во время записей, её многочисленные песни и сильные выступления на каждом концерте будут помнить всегда